# Nicolaas Cortlever
Nicolaas Cortlever (Amsterdam, 14 juni 1915 – 5 april 1995) was een Nederlandse schaker, die in het midden van de 20e eeuw deel uitmaakte van de Nederlandse schaaktop. Sinds 1950 was hij een Internationaal Meester (IM). Cortlever won in 1939 het Hoogovenstoernooi in Beverwijk. 

## Schaakcarrière

### Nederlands kampioenschap
Bij toernooien om het Nederlands kampioenschap behaalde hij de volgende resultaten: gedeeld 7e–8e (Rotterdam 1936); 2e (Amsterdam 1938, Max Euwe won); 4e (Amsterdam 1950, 15e Ned. kampioenschap, Euwe won); gedeeld 7e–9e (Enschede 1952, 16e Ned. kampioenschap, Euwe won); gedeeld 2e–3e (Amsterdam 1954, 17e Ned. kampioenschap, Donner won); 2e  (Amsterdam 1958, 19e Ned. kampioenschap, Donner won).

### Hoogovens-toernooi
In 1939 won hij het tweede Hoogovens toernooi in Beverwijk. Tijdens de  Tweede Wereldoorlog, werd hij gedeeld 2e–3e in Beverwijk (1940; Euwe won);  hij werd 2e, na Arthur Wijnans in Beverwijk (1941). Na de oorlog behaalde hij de volgende resultaten bij het Hoogovens toernooi in Beverwijk: vierde (1946; Alberic O'Kelly de Galway won),  tweede (1947; Theo van Scheltinga won), gedeeld 8e–9e (1948; Prins won), 4e (1950; Jan Hein Donner won)  en gedeeld 9e–10e (1953; Nicolas Rossolimo won). 

### Schaakolympiades
Cortlever nam deel aan 5 Schaakolympiades in 1936 (München; bord 8; +4 –5 =9), 1939 (Buenos Aires; bord 2; +3 –2 =11), 1950 (Dubrovnik; bord 4; +6 –0 =5), 1952 (Helsinki; bord 4; +6 –3 =4) en 1954 (Amsterdam; bord 3; +1 –3 =4).  In 1950 was zijn individuele resultaat aan bord 4 het tweede van de Olympiade.

### Overig
Hij werd gedeeld eerste met Landau en Lodewijk Prins in Leeuwarden (1940); hij werd gedeeld  14e–15e in München (1941; Gösta Stoltz won). Hij werd gedeeld 2e–3e in Zaandam  (1946; László Szabó won). In 1955 won Cortlever de 15e editie van het Daniël Noteboom-toernooi. 
In de jaren 60-70 speelde hij aan het eerste bord van de Zutphense Schaakvereniging dat uitkwam in de 1e klasse van de KNSB. 
Een variant binnen de Siciliaanse opening draagt zijn naam: 1.e4 c5 2.Pf3 d6 3.d4 Pf6 4.dxc5. 
Hij produceerde meerdere eindspelstudies.  
Zijn laatste  Elo-rating was  2390; zijn hoogste rating, in juli 1971, was 2420. Zijn beste teruggerekende Elo-rating 2595 had hij in januari 1952.

## Sonnet van Reve
De schrijver Karel van het Reve schreef in 1948 een gedicht over Cortlever, getiteld Sonnet voor den heer Nicolaas Cortlever.

## Externe koppelingen
- (en)   Informatie over schaakpartijen van Nicolaas Cortlever op ChessGames.com
- (en)   Informatie over schaakpartijen van Nicolaas Cortlever op 365chess.com